# Nikola Pavličević
Nikola Pavličević (en serbe : Никола Павличевић), né le 13 août 1988, à Nikšić, au Monténégro, est un joueur monténégrin de basket-ball. Il évolue au poste de meneur.

## Palmarès
- Finaliste des Jeux des petits États d'Europe 2017